# Hilarri

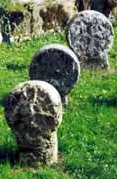
Stèles discoïdales à Sainte-Engrâce (Soule)

Hilarri (parfois épelé illarri) est le mot basque désignant la pierre des morts, la stèle funéraire, la sépulture. Dans la région de Sare (Labourd) on l'appelle également illargi. Il s'agit généralement d'une longue pierre enfoncée à la tête d'une sépulture. Il en existe en forme de croix pour les plus récentes, et anthropomorphes avec la partie supérieure discoïdale. Ces dernières furent appelées dans certains endroits, gizonak (les hommes) ou harri gizonak (hommes de pierre).
La stèle discoïdale basque est un monument intégré dans un système de croyances, de mythes et de coutumes qui nous viennent des temps anciens. Dans un milieu où la mort est conçue comme un passage d'un mode de vie à un autre, dans lequel le mort a une vie future comparable à celle des vivants, dans lequel il continue d'être de la maison où il a vécu, dans lequel la croyance des apparitions des défunts est une chose acceptée par tous et dans lequel les effigies et représentations des ancêtres s'animent et se comportent par moments comme l'auraient fait ceux qu'elles représentent.
C'est un monument qui possède une longue histoire dans le Pays basque, parmi lesquels celui de Arpeko Saindu de Bidarrai (Labourd). 

## Étymologie
Hilarri signifie « pierre des morts » en basque, de hil (« mort ») et harri (« pierre »). Le suffixe -a est l'article : hilarria se traduit donc par « la pierre des morts ».